# Il maestro giardiniere
Il maestro giardiniere  (Master Gardener) è un film del 2022 scritto e diretto da Paul Schrader.

## Trama
Narvel Roth è un esperto orticolturista incaricato del mantenimento dei giardini di una tenuta sudista appartenente alla ricca vedova Norma Haverhill. Quando quest'ultima gli affida la giovane nipote Maya, orfana ed arrivata alla tenuta per sfuggire a una storia di droga, rischia di far riemergere il passato violento che Narvel ha cercato per tutti quegli anni di lasciarsi alle spalle.

## Produzione

### Sviluppo
Schrader ha scelto il giardinaggio come soggetto del film a causa della doppia valenza tematica. Il regista trova in quella professione «una ricca metafora sia nel bene che nel male: da un lato un suprematista bianco potrebbe dire "Siamo noi i giardinieri, estirpiamo le erbacce", dall'altro un umanista  potrebbe dire "Siamo noi i giardinieri, aiutiamo le cose a crescere". E tutti e due usano la stessa metafora del giardinaggio, una è male e l'altra è bene». L'ispirazione per il personaggio di Narvel Roth gli è venuta guardando dei documentari e reality show sul giardinaggio, notando come fosse "un mestiere perfetto per chi vuole nascondersi". Come col precedente Il collezionista di carte, Schrader ha creato prima il personaggio protagonista e poi, a ritroso, il suo passato: Narvel, un informatore sotto protezione testimoni, era stato inizialmente concepito come un ex-sicario mafioso, per poi diventare un ex-neonazista. Il cambiamento è stato motivato dal fatto che, secondo il regista, "il Proud Boy che trova l'amore era [un soggetto] fin troppo scabroso per lasciarselo scappare" e collegava il film all'attualità politica.
Per quanto riguarda lo strano triangolo amoroso che si viene a delineare nel corso del film, la storia tra Narvel e Maya, molto più giovane di lui, che subentra alla relazione precedente tra Narvel e madame Haverhill, il regista ha dichiarato in un'intervista di trovare molto interessanti i legami  connotati dalla differenza di età, anche se ciò non è politicamente corretto, e il giardiniere si ritrova con due donne, una che potrebbe essere sua madre e l'altra che potrebbe essere sua figlia. Nella stessa intervista il regista fa delle riflessioni sul giardino come metafora dell'innocenza e del tempo quando considera poeticamente che se non si fosse ascoltato il serpente ci troveremmo ancora lì.
La scelta dell'attore protagonista è ricaduta su Joel Edgerton, in cui Schrader vedeva "una figura anni '50, alla Bob Mitchum [...] uno con cui non vorresti mai avere una rissa da bar". Per il ruolo di Norma Haverhill, inizialmente aveva pensato a Glenn Close, mentre per quello di Maya a Zendaya.

### Riprese
Le riprese si sarebbero dovute tenere in Australia, paese co-produttore del film e residenza di Edgerton, ma gli impegni dell'attore verso il seguito, poi cancellato, di Bright le hanno fatte spostare negli Stati Uniti: si sono tenute in Louisiana, tra New Orleans e St. Francisville.

## Promozione
Il primo trailer italiano del film è stato diffuso il 29 novembre 2023.

## Distribuzione
Il film, distribuito in Italia da Movies Inspired, è stato presentato in anteprima fuori concorso alla 79ª Mostra internazionale d'arte cinematografica di Venezia il 3 settembre 2022 per poi essere distribuito in tutte le sale italiane il 14 dicembre 2023.

## Accoglienza
In Italia il film ha ricevuto un'accoglienza critica generalmente positiva. Il critico Pietro Masciullo su Sentieri Selvaggi gli assegna un voto di 4 stelle e mezza su cinque con la motivazione che "riesce ancora a farci percepire istanze e sentimenti dei personaggi con intatta urgenza emotiva", mentre Grazia Paganelli sulla rivista Duels trova che "procede con la precisione di un orologio e con l’equivoco ricercato di un microcosmo isolato dal mondo, lontano dalla realtà".